# Кобаяси, Масахиро
Масахиро Кобаяси (яп. 小林 正寛 Кобаяси Масахиро, род. 16 мая 1971, Якумо, Япония) — японский актёр и сэйю родом из Якумо (Хоккайдо). В 1995 году Кобаяси устроился в Seinenza Theater Company. Наиболее известен как голос Баррета Уоллеса и Риида Урука из игровой серии Final Fantasy. В 2023 году завершил свою карьеру.

## Фильмография

### Дорамы
- «Когда святые маршируют» (1998) — Тацуо Иносэ
- «Крутой учитель Онидзука» (1998) — Хадзимэ Хакамада
- Kansatsui: Akiko Murō (1998) — детектив Кита
- Kamen Rider Kabuto (2006) — Нэгиси
- «Гонзо: Легендарный детектив» (2008) — детектив Мориока
- «Детский врач» (2008) — Асаока
- «Самурай-старшеклассник» (2009) — Тэцухико Хирано
- «Обещание Ияшии Кирико» (2015) — офицер Токигава Ацуя[5]
- Mikaiketsu Jiken: File. 05 (2016) — Кунихиро Мацуо

### Кино
- «Годзилла, Мотра, Кинг Гидора: Монстры атакуют» (2001) — Тэруаки Такэда
- «Последняя фантазия VII: Дети пришествия» (2005) — Баррет Уоллес[6][7]
- Koi Suru Kanojo, Nishi e (2008) — Ямасита

### Телевидение
- Detective Conan (1996) — Кацуми Ямада
- Hajime no Ippo (2000) — Джейсон Озума

### Видеоигры
- Jak and Daxter: The Precursor Legacy (2001) — Воин
- Dirge of Cerberus: Final Fantasy VII (2006) — Баррет Уоллес[8]
- Final Fantasy Type-0 (2011) — Риид Урук[8]
- Final Fantasy Type-0 HD (2015) — Риид Урук
- Final Fantasy VII Remake (2020) — Баррет Уоллес[9]

### Дубляж
- «Южный Парк» (2001–2006) — Джером «Шеф» Макэлрой (с пятого по десятый сезоны)